# Azat Miftakhov
Azat Fanisovich Miftakhov és un matemàtic tàrtar-rus, condemnat per actes de vandalisme contra el partit governant Rússia Unida.

## Biografia
Nascut al Tatarstan rus, es va interessar per les matemàtiques des de l'escola primària. El 2010 ja va participar en l'olimpíada de matemàtiques pels estudiants Rússia. El 2015 es va graduar i va començar a investigar amb el professor Vladimir Igorevich Bogachev.
Autoanomenat anarquista, va ser arrestat el 2019 acusat de preparar un artefacte explosiu. Va ser alliberat sis dies després per falta de proves. Això no obstant, el mateix dia el van tornar a detenir acusat d'atacar l'oficina del partit polític del govern de Moscou, per les declaracions d'un suposat testimoni anomenat Petrov.
El 2020 el van acusar de pertànyer a Autodefensa Popular, el grup culpable d'un atac terrorista del 2018. Miftakhov es va declarar innocent. El judici es va fer l'octubre del 2020. Es va dir que el testimoni secret Petrov havia mort el 2020 i un nou testimoni el va acusar en una declaració en vídeo d'estar implicat en entrenaments anarquistes per lluitar contra la policia. El gener de 2021 fou declarat culpable de vandalisme i condemnat a sis anys de presó.
La seva detenció va ser un dels motius del boicot del Congrés Internacional de Matemàtics de 2022. Hi va haver moltes protestes per aquesta sentència de matemàtics i científics de diverses parts del món.